# Дос Сантос, Кларисса
Кларисса Кристина дос Сантос (порт. Clarissa Cristina dos Santos) (род. 10 марта 1988, Рио-де-Жанейро, штат Рио-де-Жанейро, Бразилия) — бразильская баскетболистка, выступающая в амплуа центровой. Неоднократный призёр многих международных соревнований в составе сборной Бразилии по баскетболу. Участница Олимпийских игр 2012 и 2016 годов и чемпионата мира 2014 года. В настоящее время выступает за клуб «АСВЕЛ».

## Достижения
- Чемпион Панамериканских игр: 2019
- Бронзовый призёр Панамериканских игр: 2011
- Чемпион Америки: 2011
- Бронзовый призёр чемпионата Америки: 2013, 2019
- Чемпион Южной Америки: 2013, 2014
- Серебряный призёр чемпионата Южной Америки: 2018
- Чемпион Бразилии: 2012
- Чемпион Португалии: 2010
- Серебряный призёр чемпионата Бразилии: 2013
- Серебряный призёр чемпионата Португалии: 2009
- Обладатель  кубка Португалии: 2009